# Neomicropteryx
Neomicropteryx — род чешуекрылых насекомых из семейства первичных зубатых молей.

## Описание
Усики достигают 3/4 или чуть превосходят длину передних крыльев. Крылья всех видов однотонные, тёмнофиолетовые, с пурпурным отливом. В задних крыльях R1 развита, R жилок всего 5. Брюшко шире чем у других родов. Гениталии самца: вальва (сбоку) имеет форму почти равностороннего треугольника, эдеагус утолщён, с треугольными латеральными лопастями близ вершин.. Переднее крыло довольно широкое и овальное; вальва без такого длинного выступа; эдеагус с дорсальными и вентральными продольными хребтами; X сегмент самки с дорсальной склеротизованной пластинкой.

## Систематика
В составе рода:
- Neomicropteryx bifurca Issiki 1953
- Neomicropteryx cornuta Issiki 1953
- Neomicropteryx elongata Issiki 1953
- Neomicropteryx kazusana Hashimoto 1992
- Neomicropteryx matsumurana Issiki 1931
- Neomicropteryx nipponensis Issiki 1931
- Neomicropteryx nudata Issiki 1953